# Phoneutria fera
Phoneutria phera (Perty, 1833), conhecida pelo nome comum de aranha-bananeira, é uma espécie de aranha araneomorfa da família Ctenidae, caracterizada pela alta toxicidade  do seu veneno. A espécie tem distribuição natural restrita à região tropical da América do Sul

## Descrição
Phoneutria fera caracteriza-se por corpo de 3,5 a 5 cm, com uma de separação entre as patas de até 17 cm nas fêmeas. Caminham de modo característico, como agachadas. São muito agressivas e venenosas, com o veneno que produzem a apresentar  um componente neurotóxico tão potente que 0,006 mg injectedos por via intravenosa são suficientes para matar um rato com 200 g de peso.
A espécies por vezes entra em habitações humanas em busca de comida ou de parceiros para acasalamento, podendo buscar esconderijo em roupas ou sapatos. Quando molestados, os espécimes desta espécie mordem repetidamente. Em consequência dessa etologia, ocorrem em cada ano centenas de acidentes relacionados com espécimes do género Phoneutria.
A espécie é considerada como a aranha mais peçonhenta do mundo, constando como tal no Livro Guinness dos Recordes, especialmente pela potência da acção do seu veneno neurotóxico. No Brasil é a segunda aranha que provoca mais accidentes, só superada pela aranha-marrom, mas, ao contrário das espécies de Loxosceles, esta espécie é extremadamente agressiva, pelo que não é recomendável permitir a sua reprodução em cativeiro.
A espécie Phoneutria phera está indicada como presente no Equador, Peru, Brasil, Suriname, Guianas e recentemente na Colômbia.